# Публілія
Публілія (*Publilia, 61 до н. е. —після 2) — давньоримська матрона часів пізньої Римської республіки та ранньої Римської імперії.

## Життєпис
Походила з впливового та заможного роду вершників Публіліїв. Була донькою Марка Публілія. Народилася у 61 році до н. е. у Римі (за іншою версією у Тускулі). Замолоду втратила батька. Її опікуном став відомий політичний діяч Марк Цицерон. Здобула гарну освіту. У 46 році до н. е. вийшла заміж за свого опікуна, який бажав покращити свій фінансовий стан завдяки статків Публілії, успадкованих від батька. Проте у 45 році до н. е. вони розлучилися, ймовірно внаслідок різниці у віці.
Про діяльність Публілії під час громадянської війни між Октавіаном Августом та Марком Антонією майже не відомо. Існує версія, що вона, а не Теренція Варрона, була дружиною Гая Саллюстія та Марка Валерія Мессали.
Слідом за завершенням війни у 30 році до н. е. (або дещо пізніше) можливо вийшла заміж за Гая Вібія Руфа. Мала від нього сина Гая Вібія Руфіна. Про інших дітей немає інформації. Стосовно дати смерті також нічого невідомо.